# Образцово народно читалище „Св. Климент Охридски – 1922“
Образцово народно читалище „Св. Климент Охридски – 1922“ е читалище в град Симитли, регистрирано е под № 1218 в Министерство на културата на България.

## История
Читалището е основано в 1929 година в новопостроеното училище. В първия му устав е записано, че целта му е „да буди и закрепва гражданското и народностно съзнание, да работи за общественото и нравствено възпитание, да укрепва привързаността към земята и селото, да затвърдява труда като единствена основа, върху която може да бъде изградено могъществото на народа и на отделната личност, да укрепва у жителите привързаност към родните изкуства и науки“. Пръв председател на читалището е Георги Захов (1936 – 1937), а в Управителния му съвет влизат Благо Айков, Йордан Попов, Славка Тихчева, Александър Джуков, Петър Докузов и Григор Колачин. В 1936 година е формирана самодейна театрална трупа, играла „Бай Ганьо“, драматизирана от Атанас Бояджиев, „Боряна“ на Йовков, „Майстори“ на Рачо Стоянов, „Чума“ на Иван Теофилов и други. В 1944 година с дарения и с помощта на кооперация „Православие“ читалището купува киноапарат.
В 1948 година е създадена първият колектив за художествена самодейност – театрална трупа с ръководител Кирил Първанов. Киното на читалището е едно от най-добрите в околията. В 1951 година се създават струнен оркестър и художествена група. В 1953 година читалището се мести в самостоятелна сграда и в 1954 година става „образцово“. През 50-те и 60-те години активна дейност развиват тетаралната трупа, танцовият състав и народният оркестър. От 1956 до 1976 година функционира читалищен радиовъзел за професионални и здравни беседи, преглед на печата и прочее. От 1965 година читалището има детска музикална школа, а от 1977 – школа за изкуства с обучение по тамбура, пиано, танци и езици. От 1979 година читалището организира „Празници край Струма“.
От 90-те години читалището се фокусира върху съхраняването на фолклорните традиции на региона – то има фолклорна мъжка група, танцов състав и оркестър с народни инструменти със солисти. Библиотеката има 30 000 тома книги, заемна за възрастни и деца.